# Ferreira do Zêzere
Ferreira do Zêzere é uma vila portuguesa pertencente ao Distrito de Santarém, na histórica província do Ribatejo. Integra atualmente a região do Oeste e Vale do Tejo, NUT3 do Médio Tejo, com 2 353 habitantes.
É sede do Município de Ferreira do Zêzere que tem 190,38 quilómetros quadrados de área e 8 619 habitantes (2011), subdividido em 7 freguesias. O município é limitado a norte pelo município de Figueiró dos Vinhos, a nordeste pela Sertã, a leste por Vila de Rei, a sul por Tomar, a oeste por Ourém e a noroeste por Alvaiázere.

## Pessoas ilustres
Ferreira do Zêzere foi berço de algumas personalidades que se destacaram em Portugal e no estrangeiro. Personalidades ligadas à cultura como Rodrigo Leal Rodrigues, Ivone Silva ou António Baião foram os expoentes de um conjunto de notáveis que por nascimento se encontram associados a este concelho.
Por outro lado, Alfredo Keil, autor de A Portuguesa, passou aqui largas temporadas e foi nestas paragens que escreveu a Ópera Serrana, a orquestração de A Portuguesa e onde igualmente se inspirou para centenas de quadros que se encontram hoje nas mais reputadas colecções e nos mais credenciados museus da Europa.
Igualmente relevante é o trabalho desenvolvido nos últimos anos pela Fundação Maria Dias Ferreira e por Paulo Alcobia Neves de cujas pesquisas históricas, genealógicas e iconográficas resultaram cumulativamente à obra monográfica de António Baião vários estudos dedicados a este concelho.

## Património
- Pelourinho de Águas Belas
- Torre de Dornes

## Cultura
- Cine Teatro Municipal de Ferreira de Zêzere

## Capital do ovo
A vila, auto-denominada "capital do ovo", fez a maior omelete do mundo, pesando aproximadamente 6.466 quilos. O recorde anterior era turco, com uma omelete de 4.401 quilos. Na confecção desta omelete gigante, foram precisos 160 mil ovos (cerca de 7 toneladas), 500 litros de óleo e uma frigideira com um diâmetro de 10 metros; o custo foi de 120 mil euros.[carece de fontes?]

## Turismo

### Festival do lagostim de rio de Ferreira do Zêzere
Desde 2007, em meados do mês de Abril, realiza-se o festival do lagostim apanhado nas águas límpidas da Albufeira de Castelo do Bode que proporcionam condições únicas para o habitat destes crustáceos de água doce e é em Abril que se encontram na melhor fase do ano para serem confecionados de acordo com os chefes dos restaurantes especialistas na preparação destes pratos originais e surpreendentes, que vão desde entradas, sopas a pratos principais diversos.
Para além dos restaurantes aderentes, o Festival estende a iguaria a uma rede de estabelecimentos de Tapas&Petiscos onde é possível saborear o lagostim como petisco de balcão, em convívio com amigos.

## Freguesias

Freguesias do município de Ferreira do Zêzere.

O município de Ferreira do Zêzere está dividido em 7 freguesias:
- Águas Belas
- Areias e Pias
- Beco
- Chãos
- Ferreira do Zêzere
- Igreja Nova do Sobral
- Nossa Senhora do Pranto

## Evolução da população do município
★ Os Recenseamentos Gerais da população portuguesa, regendo-se pelas orientações do Congresso Internacional de Estatística de Bruxelas de 1853, tiveram lugar a partir de 1864, encontrando-se disponíveis para consulta no site do Instituto Nacional de Estatística (INE). 

| Número de habitantes *                   | Número de habitantes * | Número de habitantes * | Número de habitantes * | Número de habitantes * | Número de habitantes * | Número de habitantes * | Número de habitantes * | Número de habitantes * | Número de habitantes * | Número de habitantes * | Número de habitantes * | Número de habitantes * | Número de habitantes * | Número de habitantes * | Número de habitantes * |
| ---------------------------------------- | ---------------------- | ---------------------- | ---------------------- | ---------------------- | ---------------------- | ---------------------- | ---------------------- | ---------------------- | ---------------------- | ---------------------- | ---------------------- | ---------------------- | ---------------------- | ---------------------- | ---------------------- |
| 1864                                     | 1878                   | 1890                   | 1900                   | 1911                   | 1920                   | 1930                   | 1940                   | 1950                   | 1960                   | 1970                   | 1981                   | 1991                   | 2010                   | 2011                   | 2021                   |
| 10780                                    | 12120                  | 12318                  | 13708                  | 14960                  | 15306                  | 16008                  | 16979                  | 17559                  | 15739                  | 12255                  | 11099                  | 9954                   | 9422                   | 8619                   | 7800                   |
| Número de habitantes por grupo etário ** |                        |                        |                        |                        |                        |                        |                        |                        |                        |                        |                        |                        |                        |                        |                        |
|                                          |                        |                        | 1900                   | 1911                   | 1920                   | 1930                   | 1940                   | 1950                   | 1960                   | 1970                   | 1981                   | 1991                   | 2001                   | 2011                   | 2021                   |
| 0-14 Anos                                | 0-14 Anos              | 0-14 Anos              | 4 606                  | 5 124                  | 5 110                  | 5 220                  | 5 364                  | 5 027                  | 4 109                  | 2 845                  | 2 222                  | 1 732                  | 1 295                  | 1 094                  | 853                    |
| 15-24 Anos                               | 15-24 Anos             | 15-24 Anos             | 2 184                  | 2 520                  | 2 663                  | 2 820                  | 2 687                  | 2 849                  | 2 540                  | 1 735                  | 1 478                  | 1 284                  | 1 189                  | 855                    | 714                    |
| 25-64 Anos                               | 25-64 Anos             | 25-64 Anos             | 5 681                  | 6 083                  | 6 357                  | 6 633                  | 6 920                  | 7 610                  | 7 237                  | 5 775                  | 5 025                  | 4 537                  | 4 347                  | 4 172                  | 3 688                  |
| = ou > 65 Anos                           | = ou > 65 Anos         | = ou > 65 Anos         | 1 139                  | 1 133                  | 1 066                  | 1 408                  | 1 566                  | 1 652                  | 1 853                  | 1 900                  | 2 374                  | 2 401                  | 2 591                  | 2 498                  | 2 545                  |

- Número de habitantes "residentes", ou seja, que tinham a residência oficial neste município à data em que os censos  se realizaram

- - De 1900 a 1950 os dados referem-se à população "de facto", ou seja, que estava presente no município à data em que os censos se realizaram. Daí que se registem algumas diferenças relativamente à designada população residente

## Política

### Eleições autárquicas[10]
| Data | %       | V       | %      | V      | %     | V     | %            | V            | %              | V   | %              | V   | %              | V   | %              | V  | %    | V   | %              | V  | %       | V       | %  | V  | Participação |                |
| Data | PPD/PSD | PPD/PSD | CDS-PP | CDS-PP | PS    | PS    | FEPU/APU/CDU | FEPU/APU/CDU | AD             | AD  | PRD            | PRD | MPT            | MPT | BE             | BE | GCE  | GCE | NC             | NC | PSD/CDS | PSD/CDS | CH | CH | Participação |                |
| ---- | ------- | ------- | ------ | ------ | ----- | ----- | ------------ | ------------ | -------------- | --- | -------------- | --- | -------------- | --- | -------------- | -- | ---- | --- | -------------- | -- | ------- | ------- | -- | -- | ------------ | -------------- |
| Data | 1976    | 37,04   | 2      | 28,14  | 2     | 24,99 | 1            | 2,82         | -              |     |                |     |                |     |                |    |      |     |                |    |         |         |    |    |              | 52,82 / 100,00 |
| 1979 | AD      | AD      | AD     | AD     | 15,05 | -     | 3,55         | -            | 78,26          | 5   | 63,76 / 100,00 |     |                |     |                |    |      |     |                |    |         |         |    |    |              |                |
| 1982 | AD      | AD      | AD     | AD     | 24,12 | 1     | 4,37         | -            | 64,33          | 4   | 57,58 / 100,00 |     |                |     |                |    |      |     |                |    |         |         |    |    |              |                |
| 1985 | 72,48   | 5       | 8,90   | -      | 6,73  | -     | 2,90         | -            |                |     | 4,63           | -   | 59,72 / 100,00 |     |                |    |      |     |                |    |         |         |    |    |              |                |
| 1989 | 53,26   | 3       | 18,25  | 1      | 18,44 | 1     | 2,43         | -            | 3,31           | -   | 61,21 / 100,00 |     |                |     |                |    |      |     |                |    |         |         |    |    |              |                |
| 1993 | 42,26   | 3       | 6,50   | -      | 12,25 | -     | 1,31         | -            |                |     | 31,71          | 2   | 65,39 / 100,00 |     |                |    |      |     |                |    |         |         |    |    |              |                |
| 1997 | 53,84   | 3       |        |        | 8,62  | -     | 1,15         | -            | 31,49          | 2   | 64,98 / 100,00 |     |                |     |                |    |      |     |                |    |         |         |    |    |              |                |
| 2001 | 51,75   | 3       | 1,76   | -      | 41,20 | 2     | 0,86         | -            |                |     | 72,41 / 100,00 |     |                |     |                |    |      |     |                |    |         |         |    |    |              |                |
| 2005 | 51,37   | 3       | 2,06   | -      | 40,24 | 2     | 1,76         | -            | 70,65 / 100,00 |     |                |     |                |     |                |    |      |     |                |    |         |         |    |    |              |                |
| 2009 | 52,36   | 3       | 2,95   | -      | 37,81 | 2     | 0,63         | -            | CDS            | CDS | 2,42           | -   | 67,49 / 100,00 |     |                |    |      |     |                |    |         |         |    |    |              |                |
| 2013 | 47,66   | 3       | 2,36   | -      | 42,27 | 2     | 1,81         | -            |                |     |                |     | 66,83 / 100,00 |     |                |    |      |     |                |    |         |         |    |    |              |                |
| 2017 | 44,87   | 3       | 12,65  | -      | 28,47 | 2     | 1,39         | -            | 1,78           | -   | 5,79           | -   | CDS            | CDS | 69,04 / 100,00 |    |      |     |                |    |         |         |    |    |              |                |
| 2021 | CDS     | CDS     | PSD    | PSD    | 56,88 | 3     | 0,87         | -            |                |     |                |     | 2,98           | -   | 34,21          | 2  | 1,37 | -   | 71,30 / 100,00 |    |         |         |    |    |              |                |

### Eleições legislativas
| Data | %     | %     | %     | %     | %     | %     | %        | %     | %    | %     | %    | %   | %       | % | %  | %  |  |
| Data | PSD   | PS    | CDS   | PCP   | UDP   | AD    | APU/ CDU | FRS   | PRD  | PSN   | BE   | PAN | PSD CDS | L | CH | IL |  |
| ---- | ----- | ----- | ----- | ----- | ----- | ----- | -------- | ----- | ---- | ----- | ---- | --- | ------- | - | -- | -- |  |
| Data | 1976  | 34,66 | 24,54 | 22,60 | 1,69  | 0,90  |          |       |      |       |      |     |         |   |    |    |  |
| 1979 | AD    | 17,42 | AD    | APU   | 0,79  | 66,29 | 3,86     |       |      |       |      |     |         |   |    |    |  |
| 1980 | AD    | FRS   | AD    | APU   | 0,65  | 71,85 | 3,36     | 15,79 |      |       |      |     |         |   |    |    |  |
| 1983 | 45,16 | 26,11 | 16,41 | APU   | 0,71  |       | 3,34     |       |      |       |      |     |         |   |    |    |  |
| 1985 | 49,02 | 14,49 | 12,84 | APU   | 0,66  | 2,78  | 13,57    |       |      |       |      |     |         |   |    |    |  |
| 1987 | 72,63 | 13,24 | 3,85  | CDU   | 1,15  | 1,27  | 2,01     |       |      |       |      |     |         |   |    |    |  |
| 1991 | 72,75 | 16,80 | 4,21  | CDU   |       | 1,05  | 0,42     | 0,92  |      |       |      |     |         |   |    |    |  |
| 1995 | 51,29 | 31,25 | 10,70 | CDU   | 0,34  | 1,27  |          | 0,49  |      |       |      |     |         |   |    |    |  |
| 1999 | 50,49 | 33,84 | 8,25  | CDU   |       | 1,70  | 0,62     | 0,63  |      |       |      |     |         |   |    |    |  |
| 2002 | 56,95 | 28,08 | 9,17  | CDU   | 1,44  |       | 0,82     |       |      |       |      |     |         |   |    |    |  |
| 2005 | 41,32 | 38,13 | 8,57  | CDU   | 1,93  | 3,37  |          |       |      |       |      |     |         |   |    |    |  |
| 2009 | 39,71 | 31,67 | 12,20 | CDU   | 2,53  | 6,39  |          |       |      |       |      |     |         |   |    |    |  |
| 2011 | 52,30 | 23,17 | 9,12  | CDU   | 2,55  | 3,48  | 0,71     |       |      |       |      |     |         |   |    |    |  |
| 2015 | CDS   | 27,09 | PSD   | CDU   | 3,13  | 7,37  | 1,13     | 50,07 | 0,66 |       |      |     |         |   |    |    |  |
| 2019 | 34,37 | 35,52 | 5,96  | CDU   | 2,31  | 7,64  | 2,54     |       | 0,36 | 1,25  | 0,86 |     |         |   |    |    |  |
| 2022 | 32,86 | 43,12 | 2,08  | CDU   | 1,64  | 2,54  | 1,43     | 0,65  | 7,94 | 3,28  |      |     |         |   |    |    |  |
| 2024 | AD    | 24,65 | AD    | CDU   | 36,10 | 1,38  | 3,04     | 1,63  | 1,48 | 21,39 | 3,48 |     |         |   |    |    |  |